# Carlowrightia linearifolia
Carlowrightia linearifolia är en akantusväxtart som först beskrevs av John Torrey, och fick sitt nu gällande namn av Asa Gray. Carlowrightia linearifolia ingår i släktet Carlowrightia och familjen akantusväxter. Inga underarter finns listade i Catalogue of Life.